# Edinburgh (Whiskybrennerei)
Edinburgh, auch West Sciennes oder Glen Sciennes genannt, war eine Whiskybrennerei in Edinburgh, Schottland. Der erzeugte Brand war somit der Whiskyregion Lowlands zuzuordnen.

## Geschichte
Die Brennerei wurde 1849 von Alexander Pearson unter dem Namen West Sciennes gegründet. Als Grundlage diente hierbei eine aus dem Jahre 1430 stammende Brauerei, die in eine Whiskybrennerei umfunktioniert wurde. Schon nach einem Jahr ging das Unternehmen in Konkurs und wurde 1851 von Thomas Duncanson & Co. aufgekauft und zunächst in Newington, 1856 dann in Glen Sciennes umbenannt. Als Andrew Usher & Co. den Betrieb 1859 erwarben, erhielt die Brennerei den Namen Edinburgh, den sie bis zuletzt führte. 1919 kauften Scottish Malt Distillers (SMD) die Brennerei und schlossen sie letztlich 1925.
Als Alfred Barnard im Rahmen seiner bedeutenden Whiskyreise im Jahre 1886 die Brennerei besuchte, verfügte sie über eine jährliche Produktionskapazität von 132.000 Gallonen. Es standen je eine Grobbrand- (Wash Still) und Feinbrandblase (Spirit Still) mit Kapazitäten von 3200 beziehungsweise 2170 Gallonen zur Verfügung.